# 塞尔夫坎特
塞尔夫坎特（德語：Selfkant，發音：[ˈzɛlfkant] ⓘ，發音：[ˈzæl˦əfˌkɑntʃ˦]）是德国北莱茵-威斯特法伦州科隆行政区海因斯贝格县的市镇，北西南三面与荷兰接壤，是德国最西部的市镇，面积42.09平方千米，2023年12月31日人口为10,626人。